# Classe Standart
Le Classe Standart, créé en 1989, est un char à voile monotype à taille humaine entre la Classe 3 et la Classe 5. Avec des accélérations presque équivalentes au Classe 3, une maniabilité équivalente au Classe 5, une grande sécurité par vent fort, sa prise en main est rapide pour les débutants. L’ergonomie de la coque et le réglage en quelques secondes du palonnier lui permettent d’être piloté par des personnes mesurant 1,50 m à 2 m.

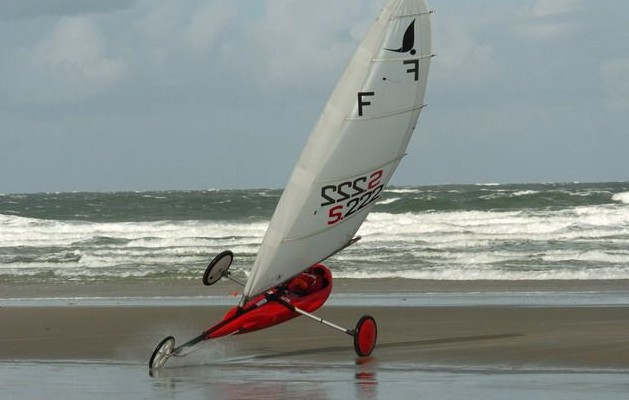
Le Classe Standart.

## Spécifications du char à voile
L'international sailing and racing rules (ISRR) définit les spécifications ci-dessous.
- La largeur du char à voile, entièrement équipé avec un pilote dans le cockpit, ne doit pas être supérieur à 2,64 m

- La longueur de la partie portante de la carrosserie doit comprise entre 4,02 m et 4,06 m.

- Le poids maximum est de 70 kg.

- Le pilote ajuste la surface de propulsion totale en fonction de son propre choix de longueur de mât et de surface de voile jusqu’à une surface de propulsion totale maximale, c'est-à-dire : voile + mât + flèche, qui ne peut pas dépasser 5,80 m2. Il n’y a pas d’exigence minimale.

- La longueur du mât doit être comprise entre 5,44 m et 5,45 m[1].

## Caractéristiques techniques
- Vitesse max : 120 km/h
- Surface propulsive : 5,80 m2
- Empattement : 2,64 m
- Poids 70 kg
- Longueur : 4,02 m à 4,06 m

## Autres classes de char à voile
- Classe 2
- Classe 3
- Classe 5
- Classe 7
- Mini Yacht
- Classe 8